# Haliplus javanicus
Haliplus javanicus is een keversoort uit de familie watertreders (Haliplidae). De wetenschappelijke naam van de soort is voor het eerst geldig gepubliceerd in 1993 door Vondel.